# Hünningen (Sankt Vith)
Hünningen ist ein Stadtteil von Sankt Vith in der Deutschsprachigen Gemeinschaft in Belgien. Der Ort zählt 201 Einwohner (Angabe Stand 31. Dezember 2015).

## Geografie
Hünningen liegt rund zwei Kilometer nordwestlich des Zentrums von Sankt Vith an der Straße Richtung Emmels. Im Südosten des Ortes sind die Siedlungsbereiche Hünningens mit der Kernstadt Sankt Vith zusammengewachsen. Die weitere Umgebung des Dorfes ist durch landwirtschaftliches Grünland geprägt. Hünningen liegt exakt auf der Wasserscheide zwischen Maas und Rhein.
Südwestlich des Dorfes verläuft die Autobahn 27 (Europastraße 42), an die der Ort über die Ausfahrt Sankt Vith-Nord direkt angebunden ist.

## Geschichte
Hünningen ist wahrscheinlich um 1250 als Herberge vor den Stadttoren von Sankt Vith gegründet worden. 1797 wurden die benachbarten Dörfer Hünningen, Ober-Emmels, Nieder-Emmels, Rodt, Hinderhausen zur Gemeinde Crombach eingemeindet. Diese Gemeinde existierte bis zur belgischen Gebietsreform 1977, als die gesamte Region in der neuen Großgemeinde Sankt Vith zusammengeschlossen wurde.
Im Dezember 1944 und Januar 1945 fand in der Region die Ardennenoffensive statt.